# Саня Армутлиева
Станислава Димитрова Армутлиева, известна и с псевдонима Саня, е българска музикална продуцентка.
През 1993 г. завършва актьорско майсторство за драматичен театър в класа на професор Енчо Халачев и Снежина Танковска във ВИТИЗ.
Тя е управител на музикална компания „Вирджиния Рекърдс“ от 1991 г. (основана, за да бъде партньор на „Полиграм“). Няколко години по-късно „Полиграм“ става част от музикалния концерн „Сийграм“, който е собственик и на „Юнивърсъл мюзик“. Така се ражда голямата музикална компания „Юнивърсъл мюзик груп“, а неин ексклузивен партньор за България е именно „Вирджиния Рекърдс“.
Станислава Армутлиева е и председател на Управителния съвет на Българската асоциация на музикалните продуценти.
Тя е жури във втория, третия, четвъртия и петия сезон на „X Factor“ България.

## Критики и противоречия
През 2015 г., след фалита на Корпоративна търговска банка, става ясно, че управляваният от Армутлиева оператор на авторски права за музика ПРОФОН има депозит от 10 млн. лв. в банката. Според Армутлиева парите са от непотърсени от артисти отчисления за авторски права. Към 2017 г. парите все още не са разпределени към артистите.

## Личен живот
Дъщеря ѝ Алма е певица, също част от „Вирджиния Рекърдс“.

## Филмография
- Лошо момиче (2019)
- Хълмът на боровинките (2001)
- Софийска история (1990) – Зора